# Akodah Ayewouadan
 (mai 2025).
La mise en forme du texte ne suit pas les recommandations de Wikipédia : il faut le « wikifier ».
Les points d'amélioration suivants sont les cas les plus fréquents. Le détail des points à revoir est peut-être précisé sur la page de discussion.
- Les titres sont pré-formatés par le logiciel. Ils ne sont ni en capitales, ni en gras.
- Le texte ne doit pas être écrit en capitales (les noms de famille non plus), ni en gras, ni en italique, ni en « petit »…
- Le gras n'est utilisé que pour surligner le titre de l'article dans l'introduction, une seule fois.
- L'italique est rarement utilisé : mots en langue étrangère, titres d'œuvres, noms de bateaux, etc.
- Les citations ne sont pas en italique mais en corps de texte normal. Elles sont entourées par des guillemets français : « et ».
- Les listes à puces sont à éviter, des paragraphes rédigés étant largement préférés. Les tableaux sont à réserver à la présentation de données structurées (résultats, etc.).
- Les appels de note de bas de page (petits chiffres en exposant, introduits par l'outil «  Source ») sont à placer entre la fin de phrase et le point final[comme ça].
- Les liens internes (vers d'autres articles de Wikipédia) sont à choisir avec parcimonie. Créez des liens vers des articles approfondissant le sujet. Les termes génériques sans rapport avec le sujet sont à éviter, ainsi que les répétitions de liens vers un même terme.
- Les liens externes sont à placer uniquement dans une section « Liens externes », à la fin de l'article. Ces liens sont à choisir avec parcimonie suivant les règles définies. Si un lien sert de source à l'article, son insertion dans le texte est à faire par les notes de bas de page.
- La présentation des références doit suivre les conventions bibliographiques. Il est recommandé d'utiliser les modèles {{Ouvrage}}, {{Chapitre}}, {{Article}}, {{Lien web}} et/ou {{Bibliographie}}. Le mode d'édition visuel peut mettre en forme automatiquement les références.
- Insérer une infobox (cadre d'informations à droite) n'est pas obligatoire pour parachever la mise en page.

Pour une aide détaillée, merci de consulter Aide:Wikification.
Si vous pensez que ces points ont été résolus, vous pouvez retirer ce bandeau et améliorer la mise en forme d'un autre article.
Akodah Ayewouadan, né en 1978, est un avocat et professeur d'université et homme politique togolais.
Il est ministre de la Communication et des Médias ainsi que Porte-parole du Gouvernement togolais d'octobre 2020 à septembre 2023 au sein du Gouvernement Dogbé I,.
Le 8 septembre 2023, Yawa Kouigan lui succède aux postes de ministre de la Communication et des Médias ainsi que porte-parole du nouveau Gouvernement Dogbé II,.

## Biographie
Akodah Ayewouadan est né en 1978. Il obtient un Doctorat en droit privé et sciences criminelles à l'Université de Poitiers, où il soutient une thèse intitulée Le Renouvellement du Droit des Contrats par l'Internet,. Il poursuit ensuite ses études en droit et obtient une Agrégation en droit privé et sciences criminelles en 2015.
Akodah Ayewouadan est Professeur agrégé des facultés de droit à l'Université de Lomé et à l'université d'Artois. Il exerce également la profession d'avocat et est arbitre pour la Cour d'arbitrage togolaise (CATO). Il est également auteur d'ouvrages et d'articles sur des sujets liés au droit privé et aux sciences criminelles,.

## Publication sélective
- Les droits du contrat à travers l’internet, Larcier, coll. « Création Communication Information », 2012 (présentation en ligne)
- « Droit et sciences auxiliaires », Les Mercuriales, revue togolaise de droit des affaires et d’arbitrage,‎ janvier 2024, p. 3
- « Rapport togolais, La propriété du sol, du sous-sol et du sursol », dans La propriété foncière et tréfoncière, Association Henri Capitant (Journées internationales malgaches 2024) (lire en ligne), p. 197-234
- Droit des Contrats et Nouvelles Technologies de l'Information (Colloque CEJEC/CAP), PU Poitiers, 2012, p. 231-249
- « Le renouvellement du droit des contrats par l'internet : les spécificités du e-contrat », Revue trimestrielle de droit civil, no 4,‎ 2013, p. 695-712
- « La régulation des réseaux sociaux en droit togolais : défis et perspectives », Annales de droit, vol. 2,‎ 2014, p. 75-98
- « Les conventions de médiation et d’arbitrage en droit OHADA », Revue de Droit des Affaires et de l’Arbitrage, no 3,‎ décembre 2017, p. 56-78
- « Le référé mesure d’instruction dans le contentieux de l’exécution », Lexbase Afrique-OHADA 2021, no 38,‎ avril 2021